# Brotulotaenia brevicauda
Brotulotaenia brevicauda är en fiskart som beskrevs av Cohen, 1974. Brotulotaenia brevicauda ingår i släktet Brotulotaenia och familjen Ophidiidae. Inga underarter finns listade.